# Resolutie 335 Veiligheidsraad Verenigde Naties
Resolutie 335 van de Veiligheidsraad van de Verenigde Naties werd aangenomen op 22 juni 1973. De resolutie beval zowel de Duitse Democratische Republiek (DDR of Oost-Duitsland) als de Bondsrepubliek Duitsland (West-Duitsland) aan voor VN-lidmaatschap.

## Achtergrond
De DDR was ontstaan op 7 oktober 1949 met het van kracht worden van een grondwet, ruim vier maanden na de oprichting van de Bondsrepubliek Duitsland in de westelijke bezettingszones van Duitsland. Door de stichting van deze twee staten was de tweedeling van het naoorlogse Duitsland een feit.
In 1972 normaliseerden de Bondsrepubliek en de DDR hun betrekkingen in het Grundlagenvertrag. Beide landen besloten het lidmaatschap van de Verenigde Naties aan te vragen. De Veiligheidsraad besloot in datzelfde jaar om de aanvraag van beide landen samen voor te dragen.

## Inhoud
De Veiligheidsraad had apart de aanvragen van de Duitse Democratische Republiek en de Bondsrepubliek Duitsland bestudeerd, en beval de Algemene Vergadering aan om beide voornoemde landen toe te laten als VN-lidstaat.

## Verwante resoluties
- Resolutie 299 Veiligheidsraad Verenigde Naties (Oman)
- Resolutie 304 Veiligheidsraad Verenigde Naties (Verenigde Arabische Emiraten)
- Resolutie 336 Veiligheidsraad Verenigde Naties (Bahama's)
- Resolutie 351 Veiligheidsraad Verenigde Naties (Bangladesh)

Lijst ·  325 ·  326 ·  327 ·  328 ·  329 ·  330 ·  331 ·  332 ·  333 ·  334 ·  335 ·  336 ·  337 ·  338 ·  339 ·  340 ·  341 ·  342 ·  343 ·  344